# Helivictoria
Helivictoria là một chi bướm đêm thuộc họ Noctuidae.